# 孙发
孙发（1969年11月—），男，汉族，贵州盘州人，中华人民共和国政治人物。现任贵州省政协副主席，贵州省卫生健康委员会主任，民进中央常委，民进贵州省委主委。第十四届全国政协委员。